# Vine Grove (Kentucky)
Pour les articles homonymes, voir Vine Grove.
Vine Grove est une ville américaine située dans le comté de Hardin, dans le Kentucky. Selon le recensement de 2020, sa population est de 6 559 habitants.